# Stazione di Chartres
La stazione di Chartres (in francese Gare de Chartres) è la principale stazione ferroviaria di Chartres, Francia.